# Cầu La Ngà
Cầu La Ngà là một cây cầu bắc qua sông La Ngà, nằm trên tuyến Quốc lộ 20 thuộc địa phận xã La Ngà, huyện Định Quán, tỉnh Đồng Nai.

## Chi tiết
Cầu có chiều dài 330 m, bề rộng 12 m, được thiết kế bằng bê tông cốt thép vĩnh cửu với 10 nhịp dầm, đường dẫn hai bên cầu dài khoảng hơn 1 km.
Cầu La Ngà hiện tại nằm song song với cầu cũ, là một phần của Dự án cải tạo và nâng cấp tuyến Quốc lộ 20 nối tỉnh Lâm Đồng và ngã tư Dầu Giây (Đồng Nai) với tổng vốn đầu tư trên 170 tỷ đồng. Dự án xây cầu mới được khởi công vào tháng 12 năm 2013, khánh thành vào ngày 05 tháng 02 năm 2015, tạo sự thuận lợi cho giao thông trong vùng.